# Tachornis
Tachornis là một chi chim trong họ Apodidae.